# Lunisolarni kalendar
Lunisolarni kalendar jest kalendar u mnogim kulturama čiji datumi kazuju Mjesečeve faze i vrijeme solarne godine. Ako se solarna godina definira tropskom godinom, onda će lunisolarni kalendar kazivati godišnje doba; ako se uzme kao siderička godina, onda će kalendar pretkazivati konstelaciju blizu koje se može dogoditi uštap. Obično postoji dodatan zahtjev da godina ima cijeli broj mjeseci, a u tom slučaju većina godina ima 12 mjeseci, no svaka druga ili treća godina ima ih 13.

## Primjeri
Hebrejski, budistički, hinduistički, burmanski, bengalski, tibetski kalendar, ali i tradicionalni kineski, japanski, vijetnamski, mongolski i korejski kalendar te drevni helenski, kolinjijski i babilonski kalendar jesu lunisolarni. Osim toga neki drevni predislamski kalendari u Saudijskoj Arabiji slijede lunisolarni sustav. Kineski, kolinjijski i hebrejski lunisolarni kalendar prate više ili manje tropsku godinu dok budistički i hinduistički lunisolarni kalendar prate sideričku godinu. Stoga prva tri daju dojam o godišnjim dobima dok posljednja dva daju dojam o poziciji uštapa među konstelacijama. Tibetski kalendar bio je pod utjecajem i kineskog i hinduističkog kalendara. Germanski narodi također su rabili lunisolarni kalendar prije svojeg preobraćenja na kršćanstvo.
Islamski kalendar jest lunaran, ali ne i lunisolarni kalendar jer njegov datum nije vezan sa Suncem. Građanske su verzije julijanskog i gregorijanskog kalendara solarne jer datumi ne kazuju Mjesečevu fazu — no gregorijanski i julijanski kalendar uključuju nedatirane lunarne kalendare koji im omogućuju izračun kršćanska svetkovina Uskrsa, pa su u tom smislu oba lunisolarni kalendari.

## Određivanje prijestupnih mjeseci
Radi određivanja kada je nužno umetnuti embolični mjesec neki kalendari počivaju na izravnim opservacijama stanja vegetacije dok ostali uspoređuju ekliptičku longitudu Sunca i Mjesečevu fazu. Havajci motre kretanje specifičnih zvijezda i s obzirom na njih umeću mjesece.
S druge strane, u aritmetičkim lunisolarnim kalendarima cijeli se broj mjeseci uklapa u određen cijeli broj godinâ po fiksnom pravilu. Da bi se konstruirao takav kalendar (u načelu), prosječna dužina tropske godine dijeli se s prosječnom dužinom sinodičkog mjeseca što daje sljedeći broj prosječnih sinodičkih mjeseci u jednoj tropskoj godini:
12.368266......
Verižni razlomci ove decimalne vrijednosti ([12; 2, 1, 2, 1, 1, 17, ...]) daju optimalne aproksimacije ove vrijednosti. Stoga se u donjem popisu nakon određena broja sinodičkih mjeseci ispisanih u brojniku ispunjava aproksimativni cijeli broj tropskih godina ispisan u nazivniku:
| 12 /   | 1 =   | 12           | = [12]                    | (pogreška = | −0.368266... sinodički mjeseci/godina) |
| 25 /   | 2 =   | 12.5         | = [12; 2]                 | (pogreška = | 0.131734... sinodički mjeseci/godina)  |
| 37 /   | 3 =   | 12.333333... | = [12; 2, 1]              | (pogreška = | −0.034933... sinodički mjeseci/godina) |
| 99 /   | 8 =   | 12.375       | = [12; 2, 1, 2]           | (pogreška = | 0.006734... sinodički mjeseci/godina)  |
| 136 /  | 11 =  | 12.363636... | = [12; 2, 1, 2, 1]        | (pogreška = | −0.004630... sinodički mjeseci/godina) |
| 235 /  | 19 =  | 12.368421... | = [12; 2, 1, 2, 1, 1]     | (pogreška = | 0.000155... sinodički mjeseci/godina)  |
| 4131 / | 334 = | 12.368263... | = [12; 2, 1, 2, 1, 1, 17] | (pogreška = | −0.000003... sinodički mjeseci/godina) |

Valja primijetiti da ni u jednom aritmetičkom kalendaru prosječna dužina godine nije egzaktno jednaka istinskoj tropskoj godini. Različiti kalendari imaju različite prosječne dužine godine i različite prosječne dužine mjeseca, pa diskrepancija između kalendarskih mjeseci i Mjeseca nije jednaka vrijednostima izračunatima iznad.
8-godišnji ciklus (99 sinodičkih mjeseci uključujući 99 − 8 × 12 = 3 embolična mjeseca) rabio se u drevnom atenskom kalendaru. 8-godišnji se ciklus također rabio u ranom trećem stoljeću pri izračunu Uskrsa (tzv. stari computus) u Rimu i Aleksandriji.
19-godišnji ciklus (235 sinodičkih mjeseci uključujući 235 − 19 × 12 = 7 emboličnih mjeseci) klasični je Metonov ciklus koji se rabi u većini aritmetičkih lunisolarnih kalendara. On je kombinacija 8-godišnjeg i 11-godišnjeg perioda i svaki put kada pogreška 19-godišnje aproksimacije nakupi 1⁄19 prosječnog mjeseca ciklus se može skratiti na 11 godina (preskakanjem 8 godina uključujući 3 embolična mjeseca) nakon čega se 19-godišnji ciklusi mogu nastaviti. Metonov ciklus imao je cijeli broj dana iako Metonov ciklus često označava njegovu uporabu bez cijelog broja dana. On je prilagođen prosječnoj godini od 365,25 dana s pomoću Kalipova ciklusa od 4 × 19 godina (rabljena u izračunima Uskrsa u julijanskom kalendaru).
Rim je rabio 84-godišnji ciklus za izračune Uskrsa od kasnog trećeg stoljeća do 457. Rani kršćani u Britaniji i Irskoj također su rabili 84-godišnji ciklus sve do vitbijske sinode 664. godine. 84-godišnji ciklus ekvivalentan je Kalipovu ciklusu od 4 × 19 godina (uključujući 4 × 7 embolična mjeseca) plus 8-godišnji ciklus (uključujući 3 embolična mjeseca) i stoga ima ukupno 1039 mjeseci (uključujući 31 embolični mjesec). Ovo daje prosjek od 12,3690476... mjeseci na godinu. Jedan ciklus trajao je 30681 dan što je za oko 1,28 dana kraće od 1039 sinodičkih mjeseci, 0,66 dana više od 84 tropskih godina i 0,53 dana kraće od 84 sideričkih mjeseci.
Sljedeća aproksimacija (proizašla iz verižnih razlomaka) po Metonovu ciklusu (kao što je 334-godišnji ciklus) vrlo je osjetljiva na vrijednosti koje se prihvaćaju za lunaciju (sinodički mjesec) i godinu, navlastito za godinu. Postoje različite moguće definicije godine tako da ostale aproksimacije mogu biti točnije za specifične svrhe. Na primjer 353-godišnji ciklus koji uključuje 130 emboličnih mjeseci na ukupno 4366 mjeseci (12,36827195...) točniji je za sjevernohemisfernu godinu i proljetni ekvinocij, dok 611-godišnji ciklus uključujući 225 emboličnih mjeseci na ukupno 7557 mjeseci (12,36824877...) ima dobru točnost za sjevernohemisfernu godinu i ljetni solsticij, a 160-godišnji ciklus uključujući 59 emboličnih mjeseci na ukupno 1979 mjeseci (12,36875) ima dobru točnost za sideričku godinu (približno 12,3687462856 sinodičkih mjeseci).

## Računanje prijestupnog mjeseca
Gruba ideja o učestalosti interkalanog ili prijestupnog mjeseca u svim lunisolarnim kalendarima može se steći sljedećim izračunom, rabeći aproksimativne dužine mjeseci i godina u danima:
- godina: 365,25, mjesec: 29,53
- 365,25/(12 × 29,53) = 1,0307
- 1/0,0307 = 32,57 običnih mjeseci između prijestupnih mjeseci
- 32,57/12 = 2,7 običnih godina između prijestupnih godina.

Reprezentativni slijed običnih i prijestupnih godina jest ooPooPoPooPooPooPoP, što je klasični devetnaestogodišnji Metonov ciklus. Budistički i hebrejski kalendar ograničavaju prijestupni mjesec na jedan mjesec u godini; broj običnih mjeseci između prijestupnih mjeseci stoga obično iznosi 36, no ponekad i samo 24 mjeseci. Budući da kineski i hinduistički lunisolarni kalendar omogućavaju da se prijestupni mjesec dogodi poslije ili prije (ovisno o vrsti) svakog mjeseca premda rabe stvarno kretanje Sunca, njihovi se prijestupni mjeseci obično ne događaju unutar par mjeseci od perihela, kada je prividna brzina Sunca duž ekliptike najbrža (sada oko 3. siječnja). To povećava uobičajeni broj običnih mjeseci između prijestupnih mjeseci na ugrubo 34 mjeseci kada se događa dubleta običnih godina, dok se reducira broj na oko 29 mjeseci kada se događa samo obična jednostruka godina.

## Lunisolarni kalendari s nebrojenim vremenom
Alternativni način kojim se može doskočiti činjenici da solarna godina ne sadrži cijeli broj mjeseci jest uključivanje nebrojena vremena unutar godine koji ne pripada ni jednom mjesecu. Neki su obalnosališki narodi rabili kalendar ove vrste. Na primjer, narod Chehalis počeo je brojiti lunarne mjesece od dolaska mrijestećeg kraljevskog lososa (u listopadu po gregorijanskom kalendaru), a zatim je odbrojio 10 mjeseci nakon čega je slijedio nebrojen period do sljedeće kraljevske lososke utrke.

## Gregorijanski lunisolarni kalendar
Gregorijanski kalendar sadrži lunisolarni kalendar koji se rabi za određivanje datuma Uskrsa. Pravila određuje computus.

## Više informacija
- hebrejski kalendar
- hinduistički kalendar
- computus, uskrsno pravilo za julijanski i gregorijanski kalendar
- reforma kalendara
- solunarna teorija